# Ravazd
Ravazd község Győr-Moson-Sopron vármegyében, a Pannonhalmi járásban található.

## Fekvése
A vármegye délkeleti részén, a Sokorói-dombságban, Pannonhalmától 4 km-re, Győrtől 21 km-re található, a Győrt Veszprémmel összekötő 82-es főút mentén; a Győr–Veszprém-vasútvonal közelében. Pannonhalmával a 8225-ös, Táppal pedig – Tarjánpuszta és Győrasszonyfa érintésével – a 8226-os út köti össze.

## Nevének eredete
A község nevének eredete feltehetően a személynévként is használt magyar ravasz (róka) főnévre vezethető vissza. Mások szerint  az 1093. évi összeírás szerint lakott itt egy Ravazd nevű ember.

## Története
A múlt századi régészeti kutatások mutatták ki, hogy ezen a környéken nem jelentéktelen római települések voltak, melyek  egészen a mai Pannonhalmáig elhúzódtak. A Győrből jövet jobbra eső Packalló-völgyet a rómaiak üdülőterületnek használták. Itt szintén volt forrás. A terület Szent László király adományaként került a pannonhalmi bencés apátság birtokába. Maga a falu ősi település. A régi falu a 82-es út túlsó oldalán lévő kis dombra és környékére települt. Pápai összeírások említik Szent Villebald egyházát, amely a 19. századig a falu melletti Pándzsa-patak jobb partján lévő dombon állt. Szent Villebald  angliai királyi származású bencés szerzetes volt, akit a pápa eichstatti püspöknek nevezett ki. Halála után hamarosan szentként tisztelték. Kultusza elsősorban a Duna mentén terjedt el. Hazánkban az egyetlen hely, ahol kultuszát tisztelik, és Európában ez a legkeletebbre eső hely. A falu később épített templomának már Szent Mártont választották védőszentjeként.

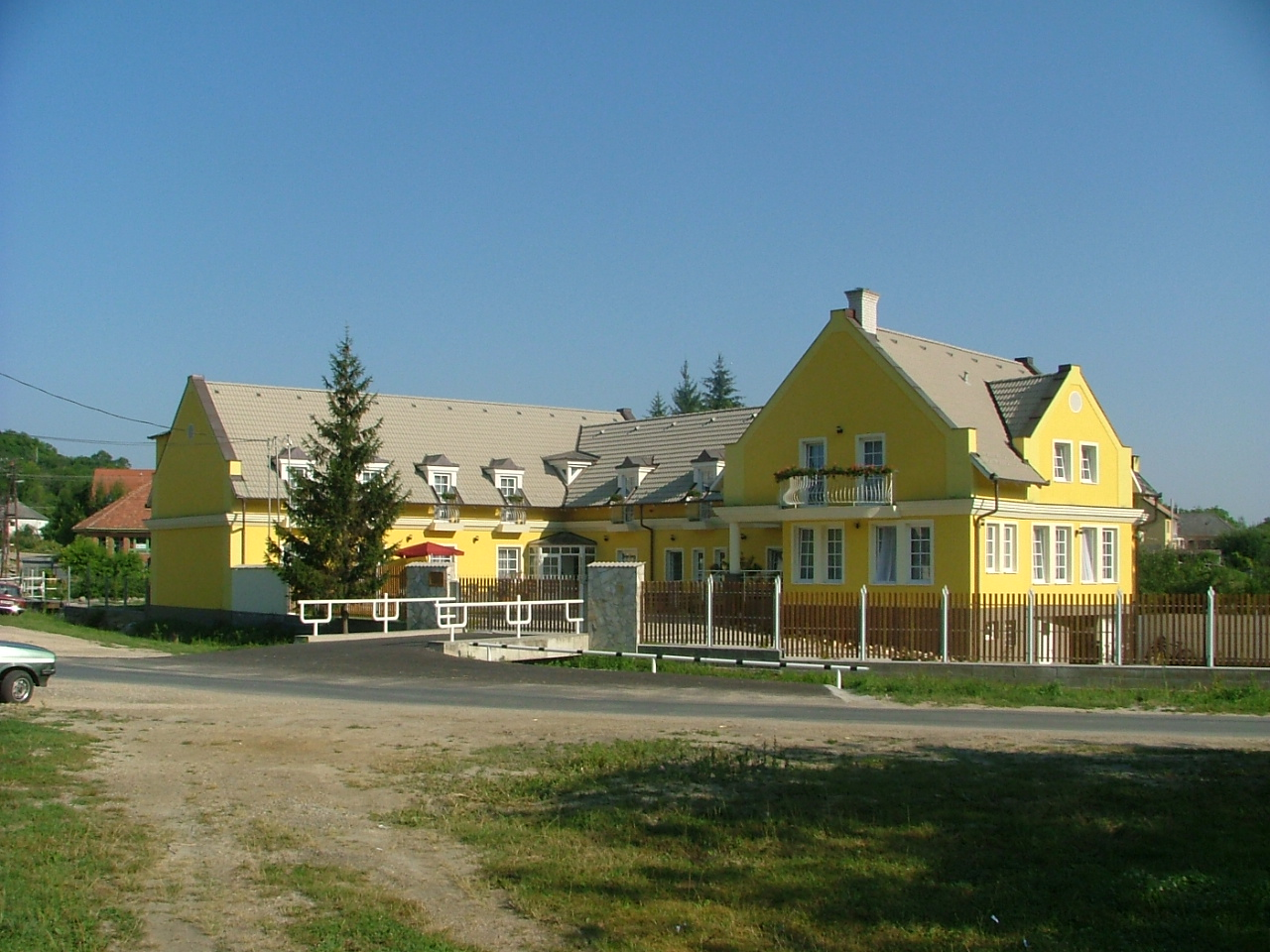
Izabella idősek otthona (2004)

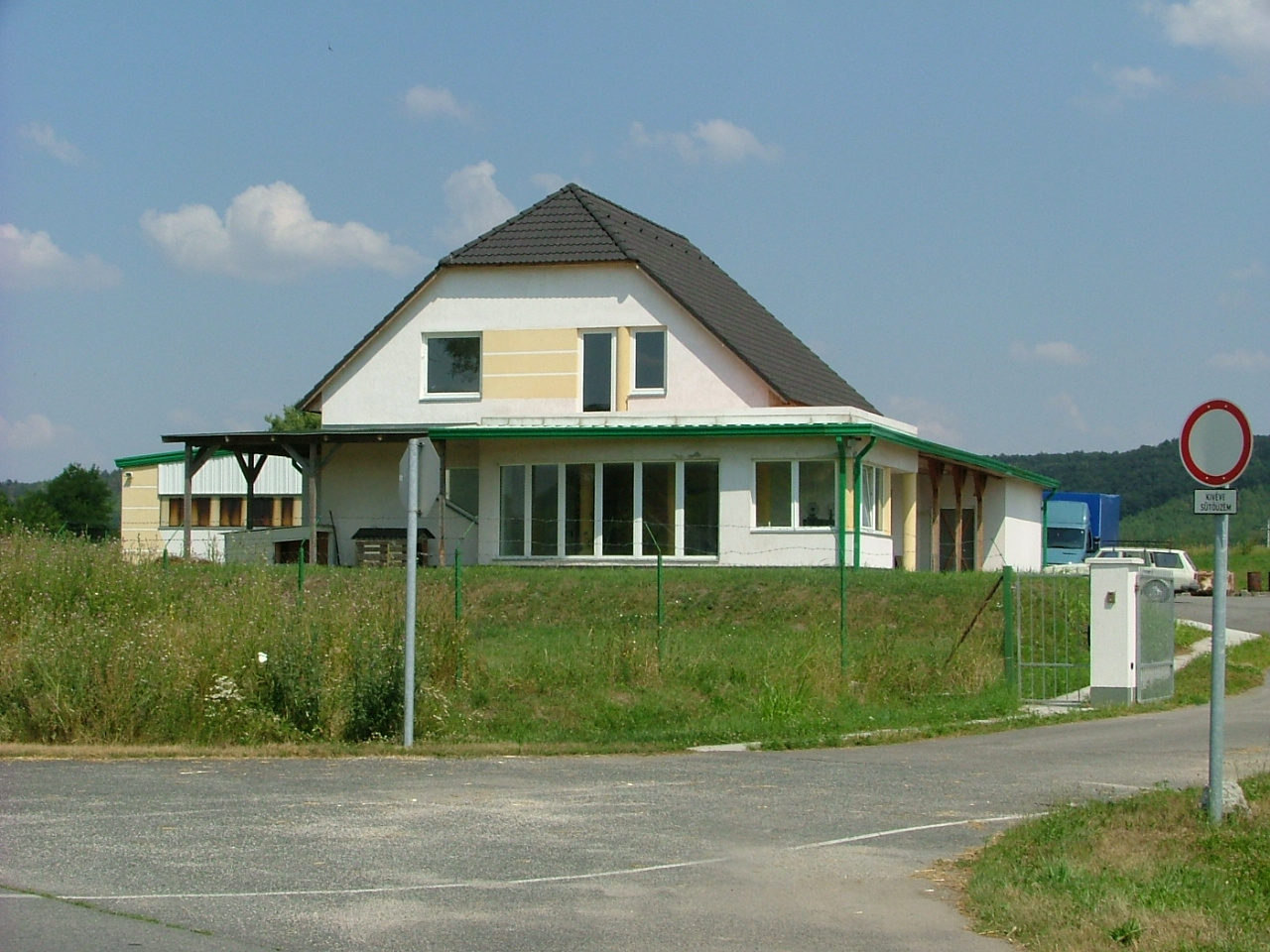
A sütőüzem

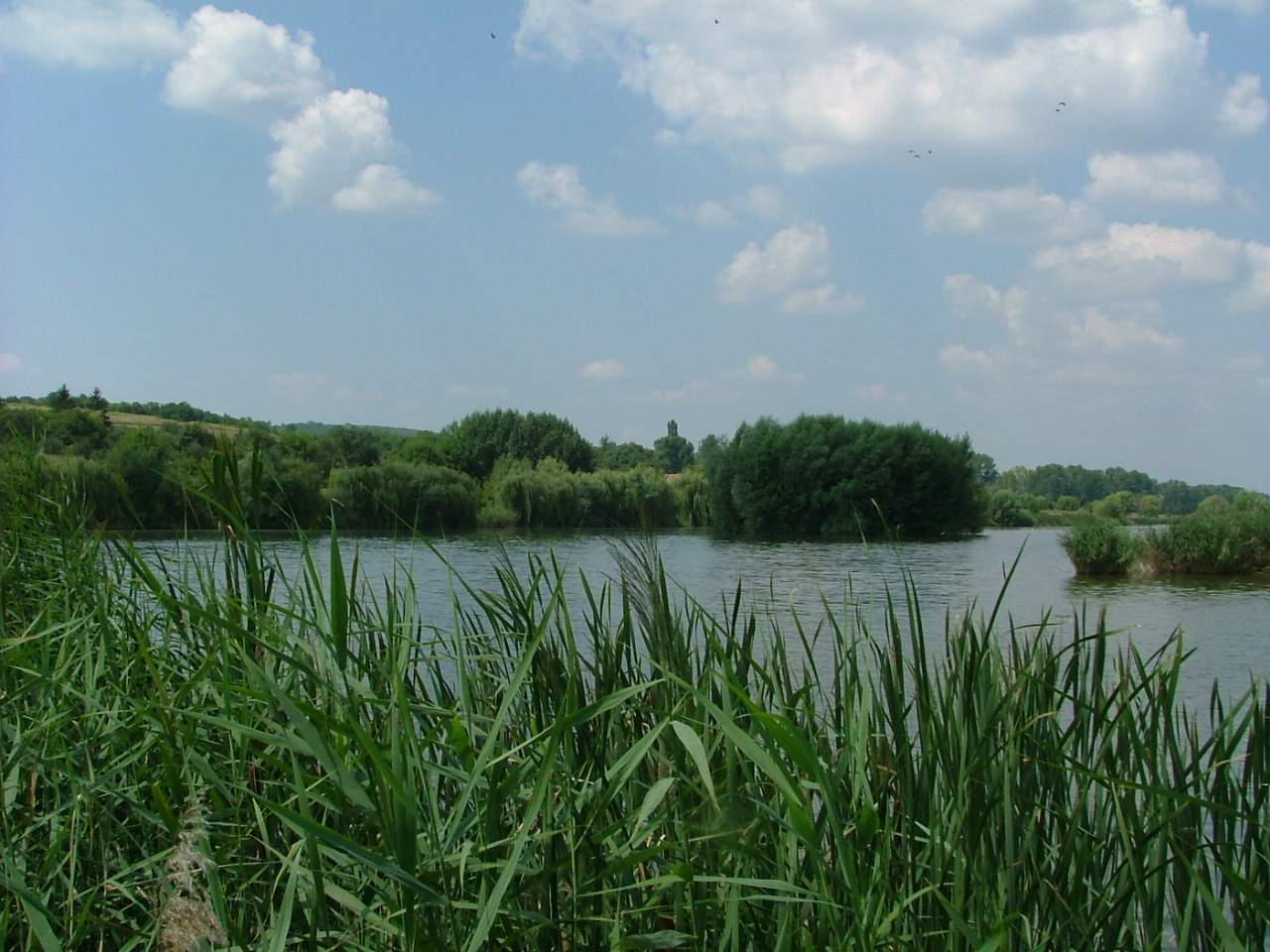
Mesterséges horgásztó

Az Árpád-házi királyok alatt a három részből (Kis-, Nagy- és Cheb Rouzd) álló település 1137-ben Ravazd néven egyesült. A törökök 1595-ben dúlták fel először. A török időkben végig lakott maradt. A 17. század elején a gróf Cseszneky család birtoka volt. A régi Ravazd feltehetően a török korban pusztult el, és az újratelepülők a valamivel nyugatabbra lévő és védett völgyben építették fel falujukat. 1720-ban 33 jobbágycsalád lakta. A pannonhalmi bencés rend birtoka. 1786-ban 37 telkes jobbágy, 58 házas zsellér és 3 házatlan zsellér élt a településen.
A 20. század első évtizedeiben a nagyobb községek közé számították. A faluhoz tartozott: Tarjánpuszta, Hármastarjánpuszta és Vadalmáspuszta. Ekkor 1657 magyar katolikus népesítette be a 320-nak számolt házakat (1930). Két katolikus elemi iskola, olvasókör, tűzoltó egyesület és Hangya Fogyasztási és Értékesítési Szövetkezet, valamint hengermalom működött a faluban. Ravazdot egykoron szőlőművelők és kádárok lakták. Magántermelők ma is finom vörös borokat készítenek az itt termő szőlőből. 1992-től területéből különvált Tarjánpuszta, amely önálló községet alakított ki.
A település lakossága 1992-ig nagyjából másfél ezer fős volt, mely Tarjánpuszta 1993-as leválásával 1086 főre csökkent. A falu népességmaximuma az 1960-as években volt csaknem 2000 fővel. A falu lakossága azóta egyre fogy. A csökkenés átlagon felüli, amely a szétválás után is jellemző maradt. A tényleges fogyásban a vándorlási veszteség a döntő, hisz az 1970-es években még a természetes szaporulat jellemezte a községet, amely a 80-as években negatívra fordult, de nem nagyarányúan. A település gyenge népességmegtartó képessége miatt ugyanakkor jelentős az elvándorlás. A lakosság lélekszáma az utóbbi néhány évben stagnál, illetve kismértékben növekedésnek indult. A növekedés egyik oka, hogy a település infrastrukturális beruházásai megindultak, be is fejeződtek.
A Kisalföldi Erdőgazdaság és a növénytermesztéssel foglalkozó szakszövetkezet ad munkát az itt lakóknak. A többség eljáró dolgozó. Győrött és Pannonhalmán talál megélhetést magának. A településen 53 egyéni vállalkozó munkálkodik. Ezenkívül 3 kft., 2 bt. működik a már említett üzemeken kívül. A kommunális szolgáltatást a Pannonvíz Rt. és a győri Kommunális Szolgáltató Kft. végzi.

## Közélete

### Polgármesterei
- 1990–1994: Samu László (független)[3]
- 1994–1998: Samu László (független)[4]
- 1998–2002: Samu László (független)[5]
- 2002–2006: Samu László (független)[6]
- 2006–2010: Feketéné Varga Mária (független)[7]
- 2010–2014: Feketéné Varga Mária Angéla (független)[8]
- 2014–2019: Feketéné Varga Mária Angéla (független)[9]
- 2019–2024: Hadaricsné Balogh Krisztina (független)[10]
- 2024– : Hadaricsné Balogh Krisztina (független)[1]

## Népesség
A település népességének változása:
| Lakosok száma | 1211 | 1216 | 1200 | 1197 | 1203 | 1231 | 1231 |
|               | 2013 | 2014 | 2015 | 2021 | 2022 | 2023 | 2024 |

A 2011-es népszámlálás során a lakosok 91,3%-a magyarnak, 0,5% cigánynak, 1,3% németnek, 0,2% románnak mondta magát (8,7% nem nyilatkozott; a kettős identitások miatt a végösszeg nagyobb lehet 100%-nál). A vallási megoszlás a következő volt: római katolikus 66,7%, református 2,9%, evangélikus 0,7%, felekezeten kívüli 5,5% (23,3% nem nyilatkozott).
2022-ben a lakosság 90,2%-a vallotta magát magyarnak, 1,8% németnek, 0,3% szlováknak, 0,2% cigánynak, 0,1-0,1% lengyelnek és ruszinnak, 1,6% egyéb, nem hazai nemzetiségűnek (9,8% nem nyilatkozott; a kettős identitások miatt a végösszeg nagyobb lehet 100%-nál). Vallásuk szerint 50,5% volt római katolikus, 1,7% református, 0,8% evangélikus, 0,1% görög katolikus, 0,1% ortodox, 1,9% egyéb keresztény, 0,7% egyéb katolikus, 6,3% felekezeten kívüli (37,7% nem válaszolt).

## Nevezetességei
A községet Veszprém felé elhagyva (kb. 50 m-re) egy forrás van. Felette kis, négyszögletes alakú barokk építmény található. A forrás ma is kínálja friss vizét az arra járó utasnak, de az úton semmiféle jelzés nem mutat rá, pedig hazánk egyik nagyon régi forrása, s a nép ajkán Béla király kútjaként  él.

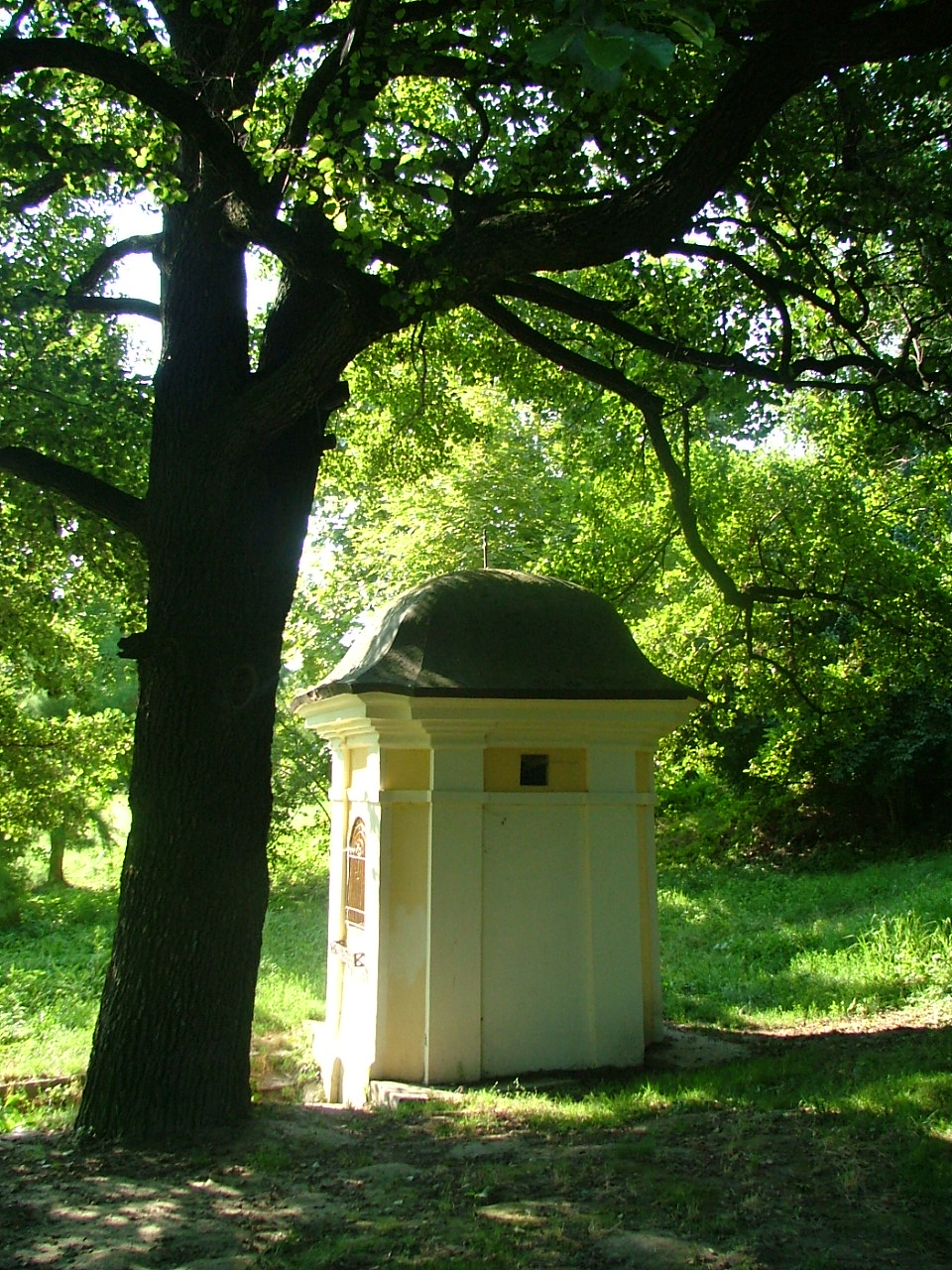
Béla király kút

A forrásról  IV. Béla király oklevele tesz említést. „… ahol a hagyomány szerint Szent Márton született, a középső völgyben van a szent forrás, amelyet Pannónia forrásának – caput Pannoniae – mondanak, s amelyik más forrásokkal együtt patakká lesz a Szent Villebald egyháza alatt, és Pánzsának (Panossa) hívják.” A falut nyugati irányban a Lukashorog utcán elhagyva egy löszbevájt úton kezdetét veszi az az aszfaltozott erdei út, amely Sokorópátkára (7 km) és Tényőre (13 km) vezet. Az utak a Kisalföldi Erdőgazdaság Rt. ravazdi erdészetének kezelésében állnak, de a gyalogos, kerékpáros turizmust elősegítendő nem gördít akadályokat a rajtuk való áthaladáson. Az erdőség a Pannon Tájvédelmi Körzet része. Sok ritka növény és állatfaj természetes élőhelyen való megfigyelésére alkalmas vidék. A községet szinte minden irányban erdő veszi körül. Az erdei utak sok helyen lösszel borított és ma már fátlanná vált területeken a lezúduló esőzések miatt meredek falú, néha 10–15 m mély vízmosásokban, bevágásokban, ún. „horgokban" futnak. A táj a záporoktól eltekintve vízben szegény, éghajlatilag a Kisalföldhöz áll közelebb, míg barna erdőtalajai és a maradvány erdőfoltjai inkább a Bakonnyal rokonítják. A gazdag és részletesen fel nem sorolható flórát szerencsésen egészíti ki a védelemre szoruló állatvilág (gyurgyalag, darázsölyv, kabasólyom, vadmacska, nyuszt).